# Humanitaire ramp
Van een humanitaire ramp of humanitaire crisis wordt gesproken als een gebeurtenis in een gebied leidt tot een zodanige ontwrichting van de infrastructuur dat er langdurig niet kan worden voorzien in de basisbehoeften van alle mensen in het getroffen gebied. Door de gebeurtenis raken de bewoners verstoken van voedsel, behuizing en medische zorg.
Een humanitaire ramp kan het gevolg zijn van een natuurramp zoals een aardbeving of een overstroming. Zo waren de gevolgen van de orkaan Mitch die in 1998 in Midden-Amerika woedde zodanig dat werd gesproken van een humanitaire ramp. Ook na de aardbeving in de Iraanse stad Bam in 2003 ontstond er in dat gebied een humanitaire ramp.
Vaak is een humanitaire ramp uitsluitend het gevolg van menselijk handelen of van menselijke aanwezigheid. In dit geval spreekt men vaak ook van een cultuurramp. Cultuurrampen ontstaan vaak als gevolg van een oorlog, zoals het conflict in Darfoer, een regio in Soedan. Maar een cultuurramp kan ook andere aanleidingen hebben, zoals een milieuramp.